# 盧安果王國

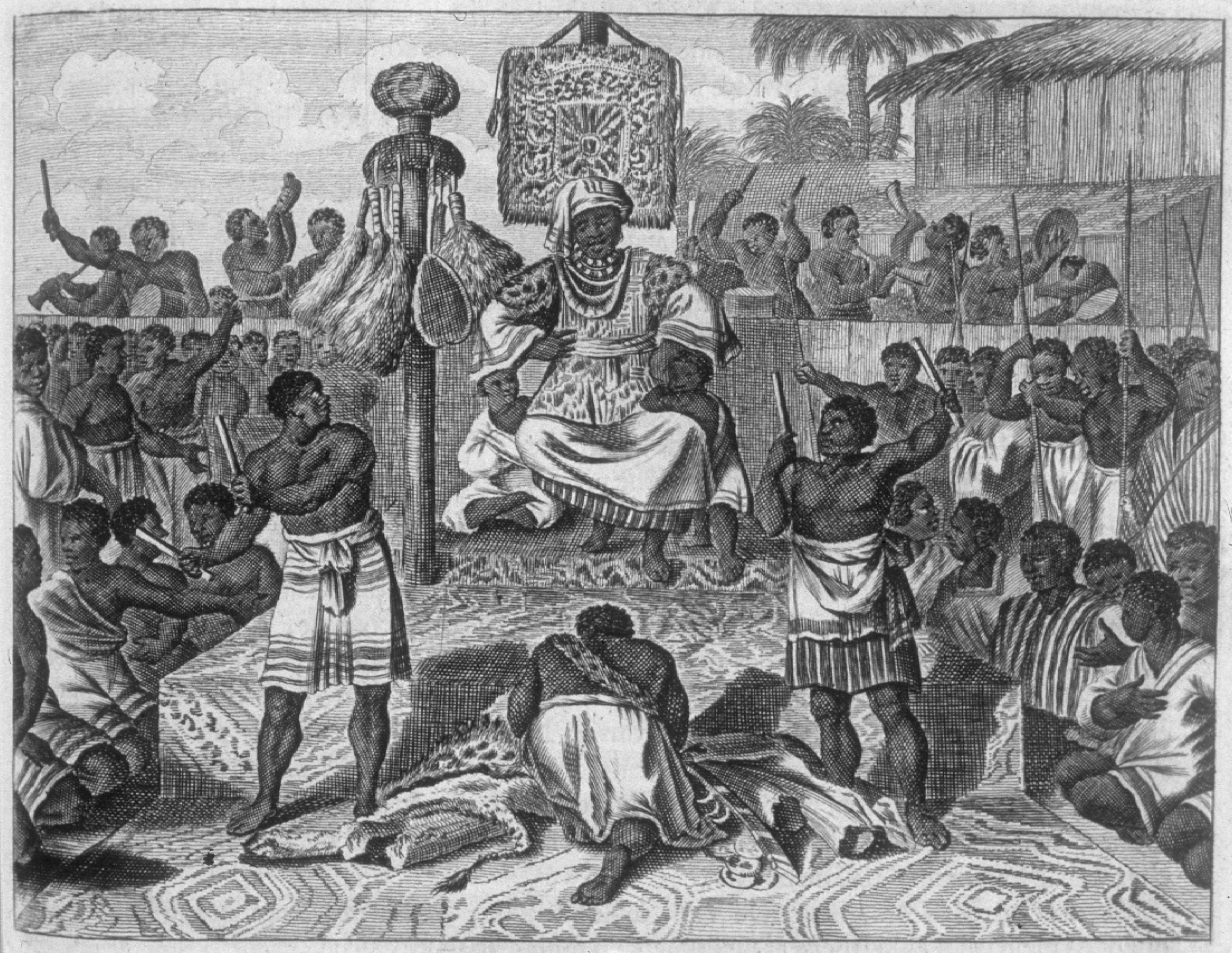
盧安果王國的宮廷

盧安果王國  是16世纪至19世纪期間統治區域位於現今刚果共和国西部、加蓬南部和喀丙達省的一個國家。盧安果王國向欧洲出口铜，并且是布料的主要生产国和出口国。